# Bedlam Series
Bedlam Series est le nom de l'ensemble des rencontres sportives entre les deux équipes universitaires rivales de l'Oklahoma que sont les Cowboys et Cowgirls de l'université d'État de l'Oklahoma (anciennement dénommée Oklahoma Agricultural and Mechanical College de 1890 à 1957) et les Sooners de l'université de l'Oklahoma,
 , respectivement membres de la Big 12 Conference et de la Southeastern Conference (SEC).
La Bedlam Series est, comme la plupart des autres rivalités intra-étatiques, une rivalité qui va au-delà d'un ou deux sports. Les deux universités ont également d'autres rivalités, bien que la plupart de celles-ci se limitent à un ou deux sports au maximum.
Alors que les matchs de football américain et de basket-ball sont aujourd'hui les événements phares de la cette série, le terme « Bedlam » a en fait commencé avec la rivalité entre les prestigieux programmes de lutte de ces universités, plus particulièrement lors des matchs organisés à la Gallagher-Iba Arena d'Oklahoma State sous le regard de foules bruyantes.

## Histoire
Les programmes sportifs de ces deux universités étaient membres de la même conférence, la Big Eight Conference avant la formation de la Big 12 Conference en 1996 où elles ont été rivales au sein de la South Division jusqu'en 2011. Depuis le début de la Beldam Series en 1900, les équipes n'ont pas été dans la même conférence pendant 40 saisons.
La régularité des matchs de rivalité en football américain s'est mise en pause après le match de conférence annuel joué lors de la saison 2023 de la NCAA Division I FBS, Oklahoma rejoignant la SEC et que des problèmes de calendrier empêchent la reprise des matchs de rivalité jusqu'à la saison 2031. Les matchs de rivalité se poursuivront cependant régulièrement pour le basket-ball en tant que match hors conférence pour la saison 2024,.

## Football américain
De 1890 à 1957, le nom officiel de l'université d'État de l'Oklahoma a été Oklahoma Agricultural and Mechanical College et ses équipes sportives étaient connues sous le nom des Aggies d'Oklahoma State A&M. Le premier match de football américain de la Bedlam Series a eu lieu au stade Island Park, aujourd'hui connu sous le nom de Mineral Wells Park, situé à Guthrie dans l'Oklahoma. Il s'est joué lors d'une journée froide et extrêmement venteuse, avec des températures bien en dessous de zéro. À un moment donné du match, alors que les Aggies d'Oklahoma A&M bottaient, le vent a porté le ballon vers l'arrière derrière le botteur. Si l'équipe d'Oklahoma A&M récupérait le ballon, l'action aurait donné lieu à un touchback, mais si l'équipe de l'université d'Oklahoma le récupérait, l'action se terminait par un touchdown pour eux. Le ballon a dévalé une colline dans un ruisseau à moitié gelé. Comme un touchdown était en jeu, les membres des deux équipes ont plongé dans les eaux glacées pour récupérer le ballon. Un membre des Sooners en est sorti avec le ballon et l'a aplati en touchdown. Oklahoma a remporté le match, 75 à 0.
La rivalité se joue désormais sans interruption depuis 1910, et alterne entre les deux campus respectifs. Depuis 2011, les matchs des années impaires se disputent à Stillwater dans l'Oklahoma, et les matchs des années paires à Norman dans l'Oklahoma.
En 2007, l'écrivain Steve Budin, dont le père était bookmaker à New York, a affirmé dans son livre Bets, Drugs, and Rock & Roll que le match de Bedlam Series 1954 avait été truqué par des mafieux. Ceux-ci auraient menacé et payé un cuisinier pour qu'il glisse des laxatifs dans une soupe consommée par de nombreux joueurs titulaires des Sooners, les faisant tomber violemment malades dans les jours précédant le match. Oklahoma a finalement remporté le match 14 à 0. Cependant, de nombreuses personnes impliquées dans le match de 1954 ne se souviennent pas d'un tel incident contrairement aux écrits de Budin. Aucun article de presse d'avant et d'après match ne le mentionne. Selon un entraîneur, une des raisons possibles de la piètre performance des Sooners était que les joueurs avaient été « battus » lors du match précédent joué contre Nebraska.

### Palmarès
Le classement des équipes dans les tableaux ci-dessous est celui de l'Associated Press avant la saison 2014 et celui du comité du College Football Playoff depuis 2014.
| 91 victoires d'Oklahoma        | 20 victoires de Oklahoma State   | 7 nuls                           |
| Plus large victoire            | Oklahoma, 75–0 (1904)            | Oklahoma, 75–0 (1904)            |
| Plus longue série sans défaite | Oklahoma, 19 (1946–1964)         | Oklahoma, 19 (1946–1964)         |
| Série en cours sans défaite    | Oklahoma State, 1 (2023–present) | Oklahoma State, 1 (2023–present) |

| N° | Date              | Lieu          | Vainqueur       | Score |
| -- | ----------------- | ------------- | --------------- | ----- |
| 01 | 5 novembre 1904   | Guthrie       | Oklahoma        | 75–0  |
| 02 | 12 octobre 1906   | Stillwater    | Oklahoma        | 23–0  |
| 03 | 9 novembre 1907   | Norman        | Oklahoma        | 67–0  |
| 04 | 3 octobre 1908    | Stillwater    | Oklahoma        | 18–0  |
| 05 | 21 octobre 1910   | Norman        | Oklahoma        | 12–0  |
| 06 | 20 octobre 1911   | Stillwater    | Oklahoma        | 22–0  |
| 07 | 16 novembre 1912  | Norman        | Oklahoma        | 16–0  |
| 08 | 21 novembre 1913  | Stillwater    | Oklahoma        | 07–0  |
| 09 | 6 novembre 1914   | Norman        | Oklahoma        | 28–06 |
| 10 | 25 novembre 1915  | Oklahoma City | Oklahoma        | 26–07 |
| 11 | 30 novembre 1916  | Oklahoma City | Oklahoma        | 41–07 |
| 12 | 29 novembre 1917  | Oklahoma City | Oklahoma A&M    | 09–0  |
| 13 | 28 novembre 1918  | Oklahoma City | Oklahoma        | 27–0  |
| 14 | 27 novembre 1919  | Oklahoma City | Oklahoma        | 33–06 |
| 15 | 13 novembre 1920  | Stillwater    | Oklahoma        | 36–0  |
| 16 | 15 octobre 1921   | Norman        | Oklahoma        | 06–0  |
| 17 | 25 novembre 1922  | Stillwater    | Nul             | 03–03 |
| 18 | 27 octobre 1923   | Norman        | Oklahoma        | 12–0  |
| 19 | 1er novembre 1924 | Stillwater    | Oklahoma A&M    | 06–0  |
| 20 | 26 novembre 1925  | Norman        | Oklahoma        | 35–0  |
| 21 | 25 novembre 1926  | Stillwater    | Nul             | 14–14 |
| 22 | 19 novembre 1927  | Norman        | Oklahoma A&M    | 13–07 |
| 23 | 24 novembre 1928  | Stillwater    | Oklahoma        | 46–0  |
| 24 | 23 novembre 1929  | Norman        | Nul             | 07–07 |
| 25 | 22 novembre 1930  | Stillwater    | Oklahoma A&M    | 07–0  |
| 26 | 26 novembre 1931  | Norman        | Nul             | 00–0  |
| 27 | 29 octobre 1932   | Stillwater    | Oklahoma A&M    | 07–0  |
| 28 | 23 novembre 1933  | Norman        | Oklahoma A&M    | 13–0  |
| 29 | 22 novembre 1934  | Stillwater    | Nul             | 00–0  |
| 30 | 28 novembre 1935  | Norman        | Oklahoma        | 25–0  |
| 31 | 26 novembre 1936  | Stillwater    | Oklahoma        | 35–13 |
| 32 | 25 novembre 1937  | Norman        | Oklahoma        | 16–0  |
| 33 | 24 novembre 1938  | Stillwater    | #6 Oklahoma     | 19–0  |
| 34 | 28 octobre 1939   | Norman        | #6 Oklahoma     | 41–0  |
| 35 | 5 octobre 1940    | Norman        | Oklahoma        | 29–27 |
| 36 | 27 septembre 1941 | Norman        | Oklahoma        | 19–0  |
| 37 | 26 septembre 1942 | Stillwater    | Nul             | 00–0  |
| 38 | 2 octobre 1943    | Oklahoma City | Oklahoma        | 22–13 |
| 39 | 25 novembre 1944  | Oklahoma City | Oklahoma A&M    | 28–06 |
| 40 | 24 novembre 1945  | Norman        | #6 Oklahoma A&M | 47–0  |
| 41 | 30 novembre 1946  | Stillwater    | #17 Oklahoma    | 73–12 |
| 42 | 29 novembre 1947  | Norman        | #20 Oklahoma    | 21–13 |
| 43 | 27 novembre 1948  | Stillwater    | #6 Oklahoma     | 19–15 |
| 44 | 26 novembre 1949  | Norman        | #3 Oklahoma     | 41–0  |
| 45 | 2 décembre 1950   | Stillwater    | #1 Oklahoma     | 41–14 |
| 46 | 1er décembre 1951 | Norman        | #10 Oklahoma    | 41–06 |
| 47 | 29 novembre 1952  | Stillwater    | #4 Oklahoma     | 54–07 |
| 48 | 28 novembre 1953  | Norman        | #4 Oklahoma     | 42–07 |
| 49 | 27 novembre 1954  | Stillwater    | #3 Oklahoma     | 14–0  |
| 50 | 26 novembre 1955  | Norman        | #1 Oklahoma     | 53–0  |
| 51 | 1er décembre 1956 | Stillwater    | #1 Oklahoma     | 53–0  |
| 52 | 30 novembre 1957  | Norman        | #5 Oklahoma     | 53–06 |
| 53 | 29 novembre 1958  | Stillwater    | #3 Oklahoma     | 07–0  |
| 54 | 28 novembre 1959  | Norman        | #17 Oklahoma    | 17–07 |
| 55 | 26 novembre 1960  | Stillwater    | Oklahoma        | 17–06 |
| 56 | 2 décembre 1961   | Norman        | Oklahoma        | 21–13 |
| 57 | 1er décembre 1962 | Stillwater    | #8 Oklahoma     | 37–06 |
| 58 | 30 novembre 1963  | Norman        | #10 Oklahoma    | 34–10 |
| 59 | 28 novembre 1964  | Stillwater    | Oklahoma        | 21–16 |
| 60 | 4 décembre 1965   | Norman        | Oklahoma State  | 17–16 |

| N°  | Date              | Lieu       | Vainqueur          | Score  |
| --- | ----------------- | ---------- | ------------------ | ------ |
| 61  | 3 décembre 1966   | Stillwater | Oklahoma State     | 15–14  |
| 62  | 2 décembre 1967   | Norman     | #3 Oklahoma        | 38–14  |
| 63  | 30 novembre 1968  | Stillwater | #11 Oklahoma       | 41–07  |
| 64  | 29 novembre 1969  | Stillwater | Oklahoma           | 28–27  |
| 65  | 28 novembre 1970  | Norman     | Oklahoma           | 66–06  |
| 66  | 4 décembre 1971   | Stillwater | #3 Oklahoma        | 58–14  |
| 67  | 2 décembre 1972   | Norman     | #3 Oklahoma        | 38–15  |
| 68  | 1er décembre 1973 | Stillwater | #2 Oklahoma        | 45–18  |
| 69  | 30 novembre 1974  | Norman     | #1 Oklahoma        | 44–13  |
| 70  | 1er novembre 1975 | Stillwater | #2 Oklahoma        | 27–07  |
| 71  | 23 octobre 1976   | Norman     | Oklahoma State     | 31–24  |
| 72  | 5 novembre 1977   | Stillwater | #3 Oklahoma        | 61–28  |
| 73  | 18 novembre 1978  | Norman     | #4 Oklahoma        | 62–07  |
| 74  | 3 novembre 1979   | Stillwater | #7 Oklahoma        | 38–07  |
| 75  | 29 novembre 1980  | Norman     | #6 Oklahoma        | 63–14  |
| 76  | 28 novembre 1981  | Stillwater | Oklahoma           | 27–03  |
| 77  | 23 octobre 1982   | Norman     | #20 Oklahoma       | 27–09  |
| 78  | 15 octobre 1983   | Stillwater | #15 Oklahoma       | 21–20  |
| 79  | 24 novembre 1984  | Norman     | #2 Oklahoma        | 24–14  |
| 80  | 30 novembre 1985  | Stillwater | #3 Oklahoma        | 13–0   |
| 81  | 18 octobre 1986   | Norman     | #5 Oklahoma        | 19–0   |
| 82  | 7 novembre 1987   | Norman     | #1 Oklahoma        | 29–10  |
| 83  | 5 novembre 1988   | Stillwater | #8 Oklahoma        | 31–28  |
| 84  | 7 octobre 1989    | Norman     | #16 Oklahoma       | 37–15  |
| 85  | 6 octobre 1990    | Stillwater | #7 Oklahoma        | 31–17  |
| 86  | 16 novembre 1991  | Norman     | #18 Oklahoma       | 21–06  |
| 87  | 14 novembre 1992  | Stillwater | Nul                | 15–15  |
| 88  | 13 novembre 1993  | Norman     | #17 Oklahoma       | 31–0   |
| 89  | 13 novembre 1994  | Stillwater | Oklahoma           | 33–14  |
| 90  | 11 novembre 1995  | Norman     | Oklahoma State     | 12–0   |
| 91  | 8 novembre 1996   | Stillwater | Oklahoma           | 27–17  |
| 92  | 8 novembre 1997   | Norman     | #25 Oklahoma State | 30–07  |
| 93  | 24 octobre 1998   | Stillwater | Oklahoma State     | 41–26  |
| 94  | 27 novembre 1999  | Norman     | Oklahoma           | 44–07  |
| 95  | 25 novembre 2000  | Stillwater | #1 Oklahoma        | 12–07  |
| 96  | 24 novembre 2001  | Norman     | Oklahoma State     | 16–13  |
| 97  | 30 novembre 2002  | Stillwater | Oklahoma State     | 38–28  |
| 98  | 1er novembre 2003 | Norman     | #1 Oklahoma        | 52–09  |
| 99  | 30 octobre 2004   | Stillwater | #2 Oklahoma        | 38–35  |
| 100 | 26 novembre 2005  | Norman     | Oklahoma           | 42–14  |
| 101 | 25 novembre 2006  | Stillwater | #13 Oklahoma       | 27–21  |
| 102 | 24 novembre 2007  | Norman     | #10 Oklahoma       | 49–17  |
| 103 | 29 novembre 2008  | Stillwater | #3 Oklahoma        | 61–41  |
| 104 | 28 novembre 2009  | Norman     | Oklahoma           | 27–0   |
| 105 | 27 novembre 2010  | Stillwater | #14 Oklahoma       | 47–41  |
| 106 | 3 décembre 2011   | Stillwater | #3 Oklahoma State  | 44–10  |
| 107 | 24 novembre 2012  | Norman     | #13 Oklahoma       | 51ET48 |
| 108 | 7 décembre 2013   | Stillwater | #17 Oklahoma       | 33–24  |
| 109 | 6 décembre 2014   | Norman     | Oklahoma State     | 38ET35 |
| 110 | 28 novembre 2015  | Stillwater | #3 Oklahoma        | 58–23  |
| 111 | 3 décembre 2016   | Norman     | #5 Oklahoma        | 38–20  |
| 112 | 4 novembre 2017   | Stillwater | #5 Oklahoma        | 62–52  |
| 113 | 10 novembre 2018  | Norman     | #6 Oklahoma        | 48–47  |
| 114 | 30 novembre 2019  | Stillwater | #7 Oklahoma        | 34–16  |
| 115 | 21 novembre 2020  | Norman     | #18 Oklahoma       | 41–13  |
| 116 | 27 novembre 2021  | Stillwater | #7 Oklahoma State  | 37–33  |
| 117 | 19 novembre 2022  | Norman     | Oklahoma           | 28–13  |
| 118 | 4 novembre 2023   | Stillwater | #22 Oklahoma State | 27–24  |

## Basket-ball
Les matchs de rivalité ont débuté en 1916 en basket-ball. Oklahoma mène les statistiques avec en fin de saison 2023-24, un bilan de 134 victoires pour 106 à Okklahoma State. Les Sooners ont remporté 19 des 36 dernières rencontres.
Après le départ d'Oklahoma vers la Southeastern Conference (SEC) à partir de la saison sportive universitaire 2024-25, dès septembre 2024, les Sooners et les Cowboys ont annoncé un accord pour poursuivre la série en tant que match hors conférence à partir de cette saison-là, en commençant par un match sur un terrain neutre organisé en décembre 2024 au Paycom Center d'Oklahoma City,

## Lutte
Au niveau de la lutte, les matchs de rivalité ont commencé en 1920,. Le programme des Cowboys mène les statistiques avec un bilan de 151 victoires pour 27 à Oklahoma State et 10 nuls, ce qui est d'autant plus remarquable que les deux universités sont depuis longtemps des puissances nationales en lutte. L'Oklahoma a remporté sept championnats nationaux par équipe dans son histoire, tandis que le programme de lutte de l'Oklahoma State détient un record de trente-quatre titres nationaux par équipe.
Oklahoma State a remporté 143 titres NCAA individuels et 488 honneurs All-American contre aux 67 championnats individuels et 278 All-Americans pour Oklahoma.
Oklahoma continuera de lutter en tant que membre de la Big 12 Conference contrairement à tous ses autres sports qui participeront aux compétitions de la SEC, cette conférence ne sponsorisant plus la lutte depuis le début des années 1980. Le seul autre membre de la SEC avec un programme de lutte est celui des Tigers du Missouri, anciens rivaux dans la Big 8/Big 12 Conference, revenus dans la Big 12 pour ce sport en 2021.

## Baseball
La première rencontre de rivalité a eu lieu en 1935 et a vu la victoire 9 à 6 d'Oklahoma. C'est néanmoins Oklahoma State qui mène la série avec 189 victoires pour 160 à Okhahoma. Oklahoma State n'a gagné son premier match de rivalité qu'en 1937

## Articles annexes
- Liste des matchs de rivalité en football américain universitaire de la NCAA